# Allison Janney
Allison Brooks Janney (Boston, 19 novembre 1959) è un'attrice statunitense.
Vincitrice di un Premio Oscar, un Golden Globe, sette Premi Emmy, sei Critics Choice Awards, sette Screen Actors Guild Awards, un Premio BAFTA e due Drama Desk Awards, Janney viene considerata una delle migliori interpreti della sua generazione. Ha ottenuto il più ampio riconoscimento a livello internazionale per aver ricoperto il ruolo di C. J. Cregg nella serie drammatica firmata NBC West Wing - Tutti gli uomini del Presidente (1999-2006), per cui è stata premiata con quattro Emmy. Tra il 2014 e il 2015 ha vinto altri tre Emmy, di cui uno per la sua apparizione in qualità di guest star in Masters of Sex e due per aver interpretato Bonnie Plunkett nella sitcom Mom. Molto apprezzata anche a teatro, è stata candidata ai Tony Awards e vanta la vittoria di due Drama Desk Awards.
Nel 2017 ha ricevuto il plauso universale della critica per la sua interpretazione di LaVona Golden nel film biografico Tonya, per cui si è aggiudicata il Golden Globe, il Premio BAFTA, il Critics' Choice Award, lo Screen Actors Guild Award e il Premio Oscar nella sezione migliore attrice non protagonista, ottenuto alla prima candidatura.

## Biografia
Allison Janney è nata a Boston, nel Massachusetts da un'ex attrice e casalinga, Macy Brooks Putnam, e dal musicista jazz Jervis Spencer Janney Jr.
È cresciuta a Dayton, in Ohio, dove ha frequentato la Miami Valley, e successivamente la scuola di Hotchkiss nel Connecticut. Ha poi frequentato il Kenyon College di Gambier, sempre in Ohio, dove ha incontrato Paul Newman, che successivamente l'ha diretta nello spettacolo dell'inaugurazione del nuovo teatro Bolton dedicato alla scuola. Newman e sua moglie, Joanne Woodward, hanno incoraggiato Janney a continuare con la recitazione. Ha poi frequentato la Neighborhood Playhouse di New York e ha fatto dei programmi estivi presso l'Accademia Reale di Arte Drammatica di Londra.

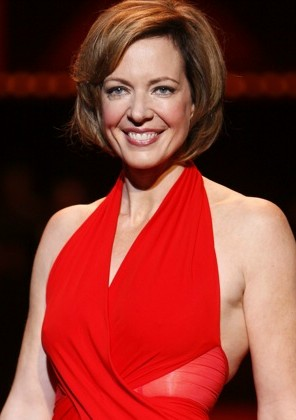
Allison Janney al The Heart Truth Fashion Show 2008

La sua prima apparizione televisiva è stata nella commedia Morton & Hayes (1991), dove ha interpretato il ruolo della moglie di Eddie Hayes. Successivamente è passata alle soap opera: ha iniziato a recitare nel ruolo di Vi Kaminski in Così gira il mondo, a cui è seguito per due anni il ruolo di Ginger in Sentieri. Nella primavera del 1994, è apparsa nel finale della quarta stagione di Law & Order - Unità vittime speciali, nel ruolo di una testimone riluttante contro un membro della mafia russa.
È apparsa in numerosi film, tra i quali le pellicole degli anni Novanta American Beauty, L'oggetto del mio desiderio, Big Night, Gli imbroglioni, Bella da morire, Tempesta di ghiaccio, I colori della vittoria, 10 cose che odio di te e Private Parts. I film del 2000 sono invece Betty Love, The Hours, Kidnapped - Il rapimento e Alla ricerca di Nemo, dove ha doppiato Peach, la stella marina. Nel 2006 è apparsa in Margaret e La gang del bosco.
Nel 1999 è stata scelta per il ruolo di portavoce della Casa Bianca C.J. Cregg nel dramma televisivo West Wing - Tutti gli uomini del Presidente, per cui ha vinto quattro Emmy Awards, due come attrice non protagonista nel 2000 e nel 2001, e due come miglior attrice protagonista nel 2002 e nel 2004. È stata candidata agli Emmy anche nel 2003 e nel 2006 come attrice protagonista in una serie drammatica.
Ha vinto anche due Screen Actors Guild Award per la migliore attrice in una serie drammatica, nel 2001 e nel 2002. Il cast di The West Wing ha vinto il premio Screen Actors Guild Award per il miglior cast in una serie drammatica negli stessi due anni. Altri riconoscimenti per il lavoro di Janney in The West Wing includono quattro candidature ai Golden Globe e una candidatura nel 2002 per come attrice dell'anno del American Film Institute. Nel gennaio 2006 il cast di West Wing è stato nuovamente candidato dalla Screen Actors Guild per la performance come miglior cast.
Nel 2006 Janney è stata candidata per un Independent Spirit Award per la sua performance nel film Our Very Own. Nel 2007 è apparsa in Juno, interpretando la parte di Bren MacGuff, la matrigna del personaggio del titolo, per la quale ha vinto come miglior attrice non protagonista negli Austin Film Critics Association Awards 2007. Nello stesso anno, è apparsa nel film Hairspray - Grasso è bello dove ha interpretato Prudy Pingleton, madre rigorosa e religiosa di Penny (Amanda Bynes).

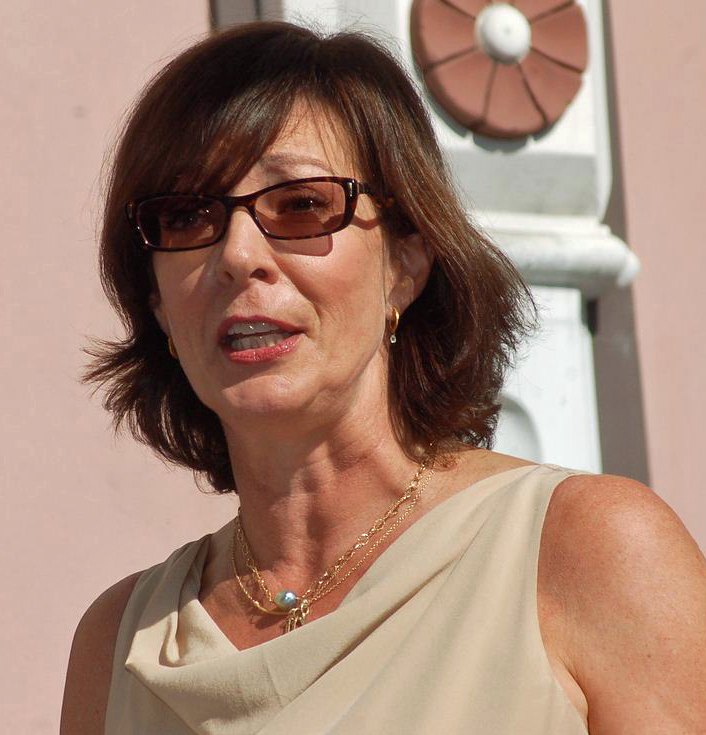
Allison Janney alla cerimonia in cui John Wells ricevette la stella della Hollywood Walk of Fame nel 2012

Rimasta attiva in teatro, nel 1998 è stata candidata al Tony Award per il suo ruolo in Uno sguardo dal ponte di Arthur Miller. Il suo primo ruolo a Broadway fu in Presentation Laughter, assieme a Frank Langella. Alla fine del 2008 è entrata a far parte del cast con Stephanie J. Block, Megan Hilty e Marc Kudisch nel musical Dalle 9 alle 5... orario continuato, nel ruolo di Violet Newstead, interpretata da Lily Tomlin nel film originale. Grazie a questa parte è stata candidata per il Premio Tony per la Migliore Attrice Protagonista in un Musical e ha vinto il Drama Desk Award per la Migliore Attrice in un Musical.
Nel maggio 2010 è apparsa nell'episodio della serie televisiva ABC Lost come madre adottiva di Jacob e dell'Uomo in nero. Nel 2014 ha vinto due Emmy Awards. Per il suo ruolo nella serie Mom, con Anna Faris, ha vinto come miglior attrice non protagonista in una serie comica, mentre per il suo ruolo ricorrente in Masters of Sex ha vinto come attrice guest star di una serie di drammatica.
Nel 2015 è apparsa nei film Spy e L'A.S.S.O. Nel 2016 è stata protagonista del film di fantascienza Miss Peregrine - La casa dei ragazzi speciali di Tim Burton e ha interpretato una detective della omicidi in La ragazza del treno. Il 17 ottobre 2016 ha ricevuto una stella alla Hollywood Walk of Fame per il suo lavoro nell'industria televisiva, situato al 6100 Hollywood Boulevard.
Nel 2017 ha interpretato LaVona Harding nel film biografico su Tonya Harding, Tonya. Unanimemente lodata dalla critica, Janney ha conquistato i principali premi del circuito cinematografico del 2018, tra cui l'Oscar alla miglior attrice non protagonista, il Golden Globe per la migliore attrice non protagonista, l'AACTA Award alla miglior attrice non protagonista cinematografica internazionale, il BAFTA alla migliore attrice non protagonista, lo Screen Actors Guild Award per la migliore attrice non protagonista cinematografica ed il Critics' Choice Award alla miglior attrice non protagonista in un film cinematografico.

## Vita privata
Dal 2015 al 2018 ha avuto una relazione con il coordinatore della produzione IATSE Philip Joncas. In un'intervista del 2021 ha dichiarato che pur essendo single e non avendo avuto figli, si sente realizzata e felice, e che non ha mai escluso di potere vivere un legame duraturo con un'altra persona: "Mi piacerebbe trovare eventualmente una persona con la quale condividere la vita, ma se non dovesse succedere va bene ugualmente".
Nelle interviste relative al suo ruolo in Mom, Janney ha parlato del fratello, che ha combattuto la dipendenza dall'alcool e si è suicidato.

## Filmografia

### Attrice

#### Cinema
- Sonny & Pepper - Due irresistibili cowboys (The Cowboy Way), regia di Gregg Champion (1994)
- Wolf - La belva è fuori (Wolf), regia di Mike Nichols (1994)
- Miracolo nella 34ª strada (Miracle on 34th Street), regia di Les Mayfield (1994)
- Parlando e sparlando (Walking and Talking), regia di Nicole Holofcener (1996)
- Big Night, regia di Stanley Tucci e Campbell Scott (1996)
- Infedeli per sempre (Faithful), regia di Paul Mazursky (1996)
- Funny Money - Come fare i soldi senza lavorare (The Associate), regia di Donald Petrie (1996)
- Private Parts, regia di Betty Thomas (1997)
- Tempesta di ghiaccio (The Ice Storm), regia di Ang Lee (1997)
- In viaggio verso il mare (Julian Po), regia di Alan Wade (1997)
- I colori della vittoria (Primary Colors), regia di Mike Nichols (1998)
- L'oggetto del mio desiderio (The Object of My Affection), regia di Nicholas Hytner (1998)
- Gli imbroglioni (The Impostors), regia di Stanley Tucci (1998)
- Sei giorni, sette notti (Six Days Seven Nights), regia di Ivan Reitman (1998)
- Celebrity, regia di Woody Allen (1998)
- 10 cose che odio di te (10 Things I Hate About You), regia di Gil Junger (1999)
- Bella da morire (Drop Dead Gorgeous), regia di Michael Patrick Jann (1999)
- American Beauty, regia di Sam Mendes (1999)
- Betty Love (Nurse Betty), regia di Neil LaBute (2000)
- The Hours, regia di Stephen Daldry (2002)
- Contratto d'amore (How to Deal), regia di Clare Kilner (2003)
- Kidnapped - Il rapimento (The Chumscrubber), regia di Arie Posin (2005)
- Piccadilly Jim, regia di John McKay (2005)
- Hairspray - Grasso è bello (Hairspray), regia di Adam Shankman (2007)
- Juno, regia di Jason Reitman (2007)
- Perdona e dimentica (Life During Wartime), regia di Todd Solondz (2009)
- American Life (Away We Go), regia di Sam Mendes (2009)
- The Help, regia di Tate Taylor (2011)
- Scusa, mi piace tuo padre (The Oranges), regia di Julian Farino (2011)
- Margaret, regia di Kenneth Lonergan (2011)
- Liberal Arts, regia di Josh Radnor (2012)
- Una bugia di troppo (A Thousand Words), regia di Brian Robbins (2012)
- Struck by Lightning, regia di Brian Dannelly (2012)
- C'era una volta un'estate (The Way, Way Back), regia di Nat Faxon e Jim Rash (2013)
- Bad Words, regia di Jason Bateman (2013)
- Tammy, regia di Ben Falcone (2014)
- Professore per amore (The Rewrite), regia di Marc Lawrence (2014)
- Get on Up - La storia di James Brown (Get on Up), regia di Tate Taylor (2014)
- L'A.S.S.O. nella manica (The DUFF), regia di Ari Sandel (2015)
- Spy, regia di Paul Feig (2015)
- Tallulah, regia di Sian Heder (2016)
- Miss Peregrine - La casa dei ragazzi speciali (Miss Peregrine's Home for Peculiar Children), regia di Tim Burton (2016)
- La ragazza del treno (The Girl on the Train), regia di Tate Taylor (2016)
- Tonya (I, Tonya), regia di Craig Gillespie (2017)
- Ma, regia di Tate Taylor (2019)
- Bad Education, regia di Cory Finley (2019)
- Bombshell - La voce dello scandalo (Bombshell), regia di Jay Roach (2019)
- Equipaggio Zero (Troop Zero), regia di Bert & Bertie (2019)
- Breaking News a Yuba County (Breaking News in Yuba County), regia di Tate Taylor (2021)
- Invitati per forza (The People We Hate at the Wedding), regia di Claire Scanlon (2022)
- Lou, regia di Anna Foerster (2022)
- To Leslie, regia di Michael Morris (2022)
- The Creator, regia di Gareth Edwards (2023)
- Un altro piccolo favore (Another Simple Favor), regia di Paul Feig (2025)
- I Roses (The Roses), regia di Jay Roach (2025)

#### Televisione
- Law & Order - I due volti della giustizia (Law & Order) – serie TV, 2 episodi (1992-1994)
- Sentieri (The Guiding Light; dal 1975 Guiding Light) – serie TV (1993-1995)
- New York Undercover – serie TV, episodio 2x05 (1995)
- Un passo verso il domani (First Do Not Harm), regia di Jim Abrahams – film TV (1997)
- Ad un passo dal Paradiso, regia di Leslie Libman e Larry Williams – film TV (1997)
- West Wing - Tutti gli uomini del Presidente (The West Wing) – serie TV, 154 episodi (1999-2006)
- Frasier – serie TV, 2 episodi (2001-2002)
- Weeds – serie TV, 1 episodio (2005)
- Due uomini e mezzo (Two and a Half Men) – serie TV, episodio 4x15 (2007)
- Lost Across the Sea – serie TV (2008-2009)
- Lost – serie TV, episodio 6x14 (2010)
- Mr. Sunshine – serie TV, 13 episodi (2011)
- The Big C – serie TV, episodio 3x06 (2012)
- Mom – serie TV, 170 episodi (2013-2021)
- Masters of Sex – serie TV, 9 episodi (2013-2016)
- Il metodo Kominsky (The Kominsky Method) – serie TV, episodio 2x08 (2019)
- Curb Your Enthusiasm – serie TV, episodio 12x10 (2024)
- Palm Royale – serie TV, 10 episodi (2024)
- The Diplomat – serie TV, episodi 2x05-2x06 (2024)

### Doppiatrice
- Alla ricerca di Nemo (Finding Nemo), regia di Andrew Stanton, Lee Unkrich (2003)
- La gang del bosco (Over the Hedge), regia di Tim Johnson e Karey Kirkpatrick (2006)
- Phineas e Ferb - serie animata, 4 episodi (2008-2009)
- Mr. Peabody e Sherman (Mr. Peabody & Sherman), regia di Rob Minkoff (2014)
- Minions, regia di Pierre Coffin e Kyle Balda (2015)
- Alla ricerca di Dory, regia di Andrew Stanton (2016)
- I Simpson – serie TV, 1 episodio (2016)
- La famiglia Addams, regia di Conrad Vernon e Greg Tiernan (2019)

## Teatro
- Il divo Garry di Noël Coward, regia di Scott Elliott. Walter Kerr Theatre di Broadway (1996)
- Uno sguardo dal ponte di Arthur Miller, regia di Michael Mayer. Criterion Center Stage Right di Broadway (1997)
- 9 to 5, colonna sonora di Dolly Parton, libretto di Patricia Resnick. Marquis Theatre di Broadway (2009)
- Sei gradi di separazione di John Guare, regia di Trip Cullman. Ethel Barrymore Theatre di Broadway (2017)

## Doppiatrici italiane
Nelle versioni in italiano dei suoi lavori, Allison Janney è stata doppiata da:
- Anna Cesareni in Celebrity, The Hours, C'era una volta un'estate, Bad Education, The Creator, I Roses
- Aurora Cancian in Sei giorni, sette notti, Betty Love, Juno, Masters of Sex
- Roberta Pellini in Mom, Spy, Tallulah, La ragazza del treno
- Franca D'Amato in Perdona e dimentica, American Life, Scusa, mi piace tuo padre
- Laura Romano in Margaret, Tonya, Lou
- Barbara Castracane in Bad Words, Miss Peregrine - La casa dei ragazzi speciali, Un altro piccolo favore
- Emanuela Rossi in Breaking News a Yuba County, Invitati per forza, Palm Royale
- Angiola Baggi in L'oggetto del mio desiderio, West Wing - Tutti gli uomini del Presidente (st. 7)
- Paola Giannetti in Hairspray - Grasso è bello, Professore per amore
- Claudia Balboni in Bella da morire, Weeds
- Elisabetta Cesone in Sentieri (1ª voce)
- Tullia Piredda in Sentieri (2ª voce)
- Pinella Dragani in Law & Order - I due volti della giustizia
- Stefania Romagnoli in Frasier
- Sonia Scotti in Miracolo nella 34ª strada
- Paila Pavese in Big Night
- Silvia Pepitoni in Funny Money - Come fare i soldi senza lavorare
- Isabella Pasanisi in Private Parts
- Anna Rita Pasanisi in Un passo verso il domani
- Stefanella Marrama in 10 cose che odio di te
- Elena Bianca in American Beauty
- Ludovica Modugno in West Wing - Tutti gli uomini del Presidente (st. 1-6)
- Valeria Perilli in Lost
- Daniela Abbruzzese in In Plain Sight - Protezione testimoni
- Roberta Paladini in The Help
- Laura Boccanera in Mr. Sunshine
- Alessandra Korompay in Una bugia di troppo
- Rita Baldini in L'A.S.S.O nella manica
- Antonella Giannini in Il metodo Kominsky
- Emanuela Baroni in Bombshell - La voce dello scandalo
- Mirta Pepe in To Leslie
- Fabrizia Castagnoli in The Diplomat

Da doppiatrice è sostituita da:
- Silvia Pepitoni in Alla ricerca di Nemo, Alla ricerca di Dory
- Laura Romano in La gang del bosco
- Barbara Castracane in Mr. Peabody e Sherman
- Selvaggia Lucarelli in Minions
- Stefania Giacarelli in DuckTales
- Roberta Pellini in La famiglia Addams